# Silene aprica
Silene aprica är en nejlikväxtart som beskrevs av Porphir Kiril Nicolai Stepanowitsch Turczaninow, Fisch. och C. A. Mey. 
Silene aprica ingår i släktet glimmar, och familjen nejlikväxter. Utöver nominatformen finns också underarten S. a. ryukyuensis.